# Li Saumet
Liliana Saumet Ávila (Santa Marta, Magdalena, 18 de enero de 1979), más conocida como Li Saumet, es una cantante y rapera colombiana vocalista de la banda Bomba Estéreo.

## Carrera
Liliana nació en la ciudad de Santa Marta en el año 1979, de ascendencia francesa y española. Luego de vivir algunos años en la ciudad de Barranquilla, se trasladó a Bogotá para iniciar estudios de Publicidad en el Politécnico Grancolombiano. Allí conoció al músico Simón Mejía. Luego de componer algún material juntos, fundaron la agrupación Bomba Estéreo, una mezcla de diversos géneros como el rap, el rock alternativo, el reggae y la cumbia. En el año 2006 grabó junto a la banda el álbum Vol. 1, logrando cierta repercusión en el ámbito local.
En 2008 sale al mercado el álbum Estalla/Blow Up, el cual le abre la puerta del mercado internacional a Liliana y su banda. En 2012 la agrupación publica Elegancia Tropical y en 2015 Amanecer. Ese mismo año, el músico y actor Will Smith graba junto a la banda el sencillo "Fiesta". Junto a Bomba Estéreo, Saumet ha realizado presentaciones en festivales y eventos internacionales como Vive Latino (México), Roskilde (Dinamarca), SXSW (Estados Unidos), Glastonbury (Reino Unido), Bonnaroo (Estados Unidos), Womex (Dinamarca), Austin City Limits (Estados Unidos), Rock Al Parque (Colombia), SWU (Brasil), Lollapalooza (Chicago), Lollapalooza (Chile), Coachella (Estados Unidos), Transmusicales (Francia), Fusion Festival (Alemania), Sonar (España), Expo Shanghai (China), AZGO Festival (Mozambique), Fireboll (Sudáfrica), Estéreo Picnic (Colombia), Solaris (Perú), entre muchos otros.
En 2011 fue vocalista invitada en la canción «Mi país» del grupo colombiano La Etnnia, perteneciente al álbum Universal. En 2013 interpretó la canción «Podría matarte» del artista chileno Ismael Oddó Arrarás, del álbum Démonos el tiempo. En 2014 participó en la grabación del álbum Bailar en la Cueva del cantautor uruguayo Jorge Drexler, como vocalista en la canción del mismo nombre. y en el año 2018 fue invitada por la cantante chilena de electropop Javiera Mena para una colaboración en la canción Intuición de su álbum Espejo.

## Vida personal
Saumet contrajo matrimonio el 29 de agosto de 2015 en la ciudad de Santa Marta con un empresario canadiense nacionalizado en Colombia. Inspirada en esta relación escribió la canción «Somos dos».
De este matrimonio tiene un hijo.

## Discografía con Bomba Estéreo

### Álbumes de estudio
| Año         | Álbum              | Discográfica                     |
| ----------- | ------------------ | -------------------------------- |
| 2006        | Volumen 1          | Polen Records                    |
| 2008 - 2009 | Estalla / Blow Up  | Polen Records / Nacional Records |
| 2012        | Elegancia tropical | Polen Records / Soundway         |
| 2015        | Amanecer           | 2015 Sony Music                  |
| 2017        | Ayo                | Sony Music                       |
| 2021        | Deja               | Sony Music                       |

#### EP
| Año  | EP         | Discográfica     |
| ---- | ---------- | ---------------- |
| 2011 | Ponte Bomb | Nacional Records |

#### Singles
| Año  | Sencillo                      | Álbum              | Discográfica                     |
| ---- | ----------------------------- | ------------------ | -------------------------------- |
| 2009 | Fuego                         | Estalla/Blow Up    | Polen Records / Nacional Records |
| 2012 | El alma y el cuerpo           | Elegancia tropical | Polen Records / Soundway         |
| 2013 | Pure Love                     | Elegancia tropical | Polen Records / Soundway         |
| 2014 | Qué bonito                    |                    | Polen Records                    |
| 2015 | Fiesta                        | Amanecer           | Sony Music                       |
| 2015 | Somos dos                     | Amanecer           | Sony Music                       |
| 2015 | Fiesta (Remix) con Will Smith | Amanecer           | Sony Music                       |